# A Plataforma (Alemanha)
A plataforma (em alemão:  Die plattform) é uma organização anarcocomunista alemã fundada em janeiro de 2019, que se refere à forma organizacional do plataformismo.

## Metas e objetivos
A organização declara “superar todas as formas de opressão e dominação e construir uma sociedade sem dominação, classe ou estado, com base no anarquismo comunista” como sendo seu objetivo principal.
A orientação ideológica da plataforma é o anarquismo comunista, baseado nas ideias de Peter Kropotkin, Mikhail Bakunin, Errico Malatesta, Nestor Makhno e Erich Mühsam, entre outros.
Organizacionalmente, a plataforma se utiliza dos princípios do plataformismo e faz uso do conceito especifista de "inserção social". Os princípios de unidade teórica e tática, comprometimento coletivo e ação coletiva visam fortalecer a estrutura da organização anarquista e, assim, tornar o movimento anarquista mais capaz de ação.
O motivo da fundação da Die Plattform foi, segundo a própria organização, uma "falta geral de estratégia, extensa invisibilidade pública, bem como um mau impacto externo" do movimento anarquista nos países de língua alemã .
A plataforma está convencida de que "a revolução social só pode ser alcançada se (quase) todas as correntes, abordagens e táticas anarquistas estiverem presentes". Isso inclui "táticas e objetivos sindicalistas, bem como atos insurrecionais de resistência e estruturas anarquistas vividas no aqui e agora".

## Atividades
A plataforma se baseia no conceito de dualismo organizacional, o que significa que ela é ativa dentro do movimento anarquista por um lado, mas também se envolve em movimentos sociais fora do espectro anarquista e radical de esquerda por outro.
Segundo declarações da própria entidade, o foco principal do trabalho são as disputas de aluguel e trabalhistas industriais, além da participação nos movimentos climáticos, ambientais e feministas.
A plataforma não afirma ser uma organização de massa, mas vê essa tarefa nos movimentos sociais; a plataforma rejeita o conceito de vanguarda política .
No nível local, a plataforma está em rede com grupos da Federação dos Anarquistas de Língua Alemã e do Sindicato dos Trabalhadores Livres .

## Estrutura
A plataforma é composta por vários grupos locais e um grupo suprarregional, que estão interligados em rede e são vinculados federalmente. Há também um grupo de apoiadores composto por simpatizantes. Está em rede com organizações anarquistas em todo o mundo e apóia no sentido de uma "solidariedade antinacional e ilimitada", entre outras coisas, ativistas anarquistas da oposição na Bielorrússia.

## Observação do Gabinete para a Protecção da Constituição
As autoridades de proteção constitucional classificam a plataforma como extremista de esquerda . Então a plataforma é, entre outras coisas. mencionado nos relatórios para a proteção da constituição dos estados de Baden-Württemberg, Saxônia-Anhalt, Brandenburg e Baviera .